# Bandini (roman)
Pour les articles homonymes, voir Bandini.
Bandini (titre original : Wait Until Spring, Bandini) est un roman semi-autobiographique américain de John Fante, publié en 1938. 
Bandini est le premier volet de ce qui est appelé « la saga d’Arturo Bandini » ou « le quatuor Bandini ».

## Adaptation
- 1989 : Wait Until Spring, Bandini, film américano-belge réalisé par Dominique Deruddere, avec Joe Mantegna, Faye Dunaway et Ornella Muti.